# Appendicularia
Los apendicularios (Appendicularia) o larváceos (Larvacea) son una clase de urocordados. Son animales solitarios que nadan en las zonas pelágicas de todos los mares del mundo, prefiriendo las aguas iluminadas por la luz solar, aunque existen algunas especies que prefieren aguas más profundas y oscuras. Como todos los urocordados, son filtradores de agua.
La cola de los apendicularios contiene una notocorda central, un nervio dorsal y una serie de bandas de músculo estriado, protegido por tejido epitelial o por una membrana basal acelular. El movimiento de la cola les sirve para crear corrientes de agua que concentran los alimentos que serán ingeridos.
La especie Oikopleura dioica ha sido ampliamente estudiada para comprender la evolución y desarrollo de los cordados.